# Ettore Felice Camerino
Ettore Felice Camerino (Venezia, 28 aprile 1870 – Auschwitz, 6 febbraio 1944) è stato un antiquario italiano.
Deportato e morto nel campo di concentramento di Auschwitz, è uno degli ebrei italiani vittime della Shoah.

## Biografia
Ettore Camerino era nato il 28 aprile 1870 a Venezia da Leone Camerino e dalla moglie Allegra Calimani. A causa della promulgazione delle leggi razziali fasciste, nel 1939 la figlia Lidia decide di emigrare in Argentina con la famiglia, composta dal marito Vittorio Vigevani e due figlie Livia e Vera. Camerino, rimasto vedovo della moglie Carlotta Usigli, sceglie invece di rimanere in Italia. Crede, infatti, che non sia il caso di esagerare e che gli ebrei italiani non siano in pericolo di vita. Egli inoltre non vuole lasciare la sua professione di antiquario e il suo negozio di mobili antichi situato a Milano. Ormai sessantottenne, sa di essere troppo anziano per rifarsi una vita.

### Tentativo di fuga
Compresa la situazione di pericolo in cui si trovano gli ebrei, verso la fine del 1943 Camerino tenta di fuggire in Svizzera valicando le Alpi. Egli è accompagnato da due collaboratori, Ugo Violante e Luigi Cerrutti: entrambi non ebrei, cercano riparo lontano dall'Italia per non arruolarsi nell'esercito della Repubblica di Salò. Cerrutti, proviene poi da una famiglia di "passatori", che si dedica cioè ad aiutare gli ebrei a raggiungere la Svizzera. 
Il 3 dicembre i tre giungono al valico di Lavena Ponte Tresa, che separa l'Italia dalla Confederazione. Durante l'attraversamento della "ramina" (così era chiamata la linea di confine tra i due stati) tintinnano i campanelli posizionati nella rete per scovare i fuggiaschi. Le guardie naziste fermano e arrestano Camerino. Solo tre giorni prima, il 30 novembre 1943, il ministro dell'Interno della Repubblica Sociale Italiana Guido Buffarini Guidi aveva firmato l'Ordine di polizia numero 5, secondo cui tutti gli ebrei dovevano essere arrestati e deportati nei campi di concentramento e i loro beni materiali sequestrati. Così si spiega la detenzione immediata di Camerino e di molti altri ebrei che avevano cercato di raggiungere la Svizzera. Si consideri inoltre che la Confederazione, con la sua rigida legislazione, non era molto ospitale nei confronti degli ebrei italiani, non ritenuti in pericolo di vita. 
Probabilmente Camerino, molto agiato economicamente, era stato denunciato da collaborazionisti fascisti. I nazisti, infatti, pagavano alte somme di denaro (fino a 5.000 lire) in cambio di ebrei. Al suo arrivo nel carcere penitenziario di Varese, il 5 dicembre 1943, fu compilato il verbale di arresto, dove viene indicato che l'uomo aveva nelle sue tasche numerosi assegni che gli sarebbero serviti per vivere, una volta raggiunta la Svizzera.

### Deportazione ad Auschwitz
Il 7 dicembre 1943, Camerino è trasferito dal penitenziario di Varese a quello di San Vittore a Milano, dove rimane circa due mesi. Nella mattina del 30 gennaio 1944, presso il cortile del carcere, 605 ebrei, tra cui Camerino e Liliana Segre (una delle poche reduci), vengono caricati su camion e condotti alla stazione centrale di Milano. I prigionieri sono riuniti nel convoglio n.6, che parte nel pomeriggio diretto al campo di concentramento e sterminio di Auschwitz-Birkenau. Il viaggio, effettuato con un treno merci (uno dei motivi per cui la Segre lo definirà da incubo), dura una settimana: il 6 febbraio 1944 il convoglio raggiunge il campo. Il settantaduenne Camerino non supera le selezioni iniziali e viene mandato alle camere a gas il giorno stesso.
Dei 605 prigionieri del convoglio n.6, solo 97 uomini e 31 donne superano la prima selezione. Di questi i sopravvissuti al lager saranno solo 20. Presso il binario 21, si trova oggi il Memoriale della Shoah, dedicato a tutti gli ebrei che da lì partirono verso l'orrore dei campi.